# Mississagi

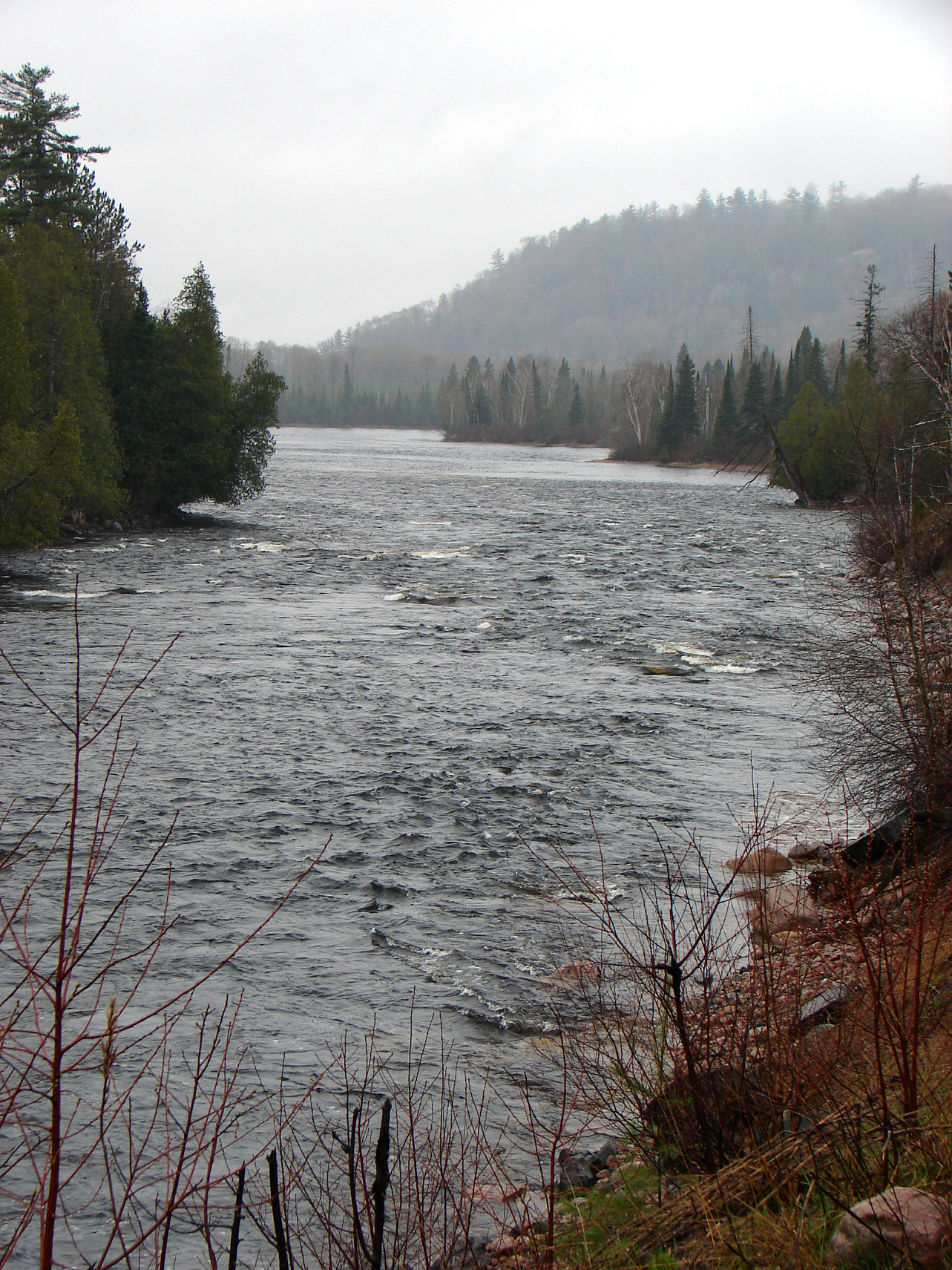
La Mississagi

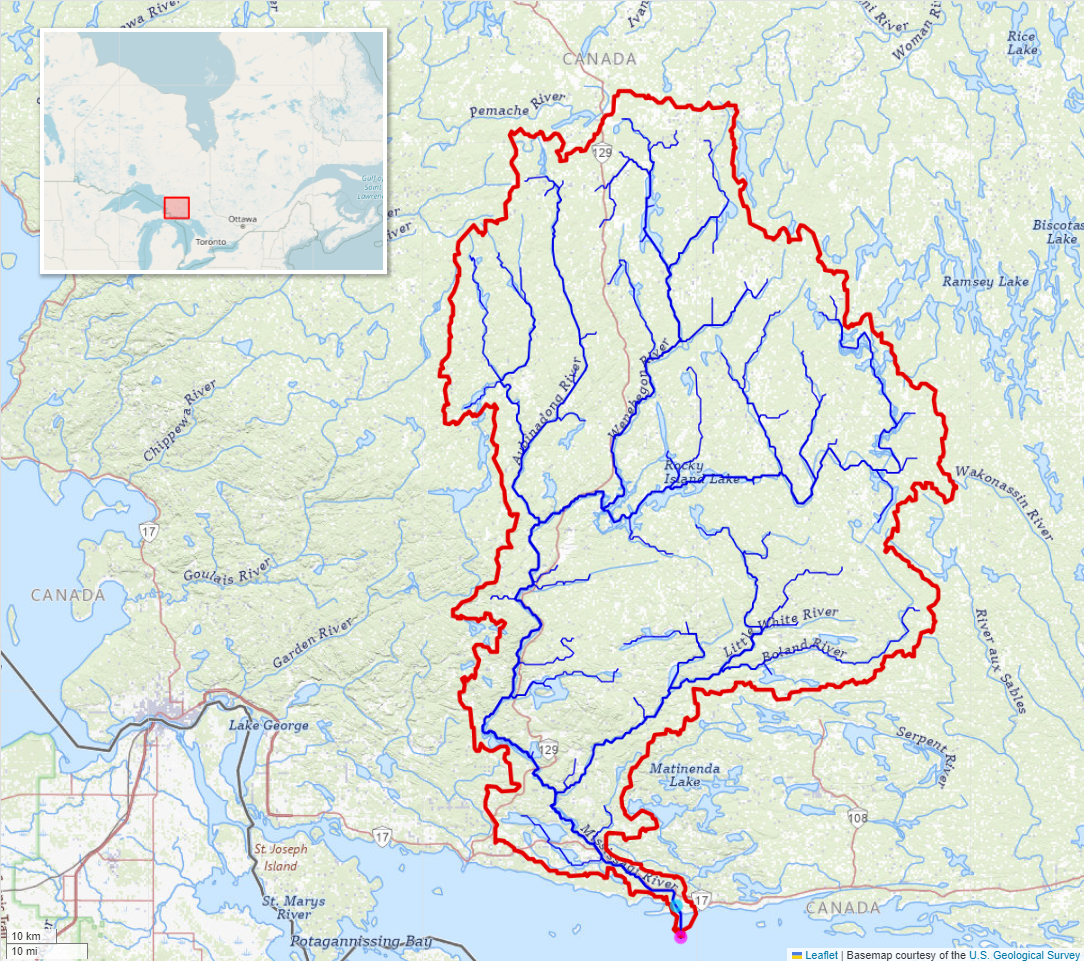
Bassin

La Mississagi en anglais : Mississagi River est une rivière de l’Ontario central, au Canada, qui prend sa source dans le lac Mississagi et coule sur environ 270 km pour se jeter dans le lac Huron à hauteur de la ville de Blind River. Le delta de la rivière est en éventail, un type plutôt rare dans la région des Grands Lacs.
Les Ojibwés utilisaient la rivière pour voyager entre les forêts de l’intérieur et le lac Huron. En 1799, la compagnie du Nord-Ouest construit un poste de traite à l’embouchure du cours d’eau. Le poste est fermé un siècle plus tard, en 1900. Au cours de la seconde moitié du XIXe siècle, cette rivière est un vecteur des grumes, flottées jusqu’aux scieries de Blind River.
On recense plusieurs usines hydroélectriques le long de la rivière.
L’aval de la rivière est un important lieu de frai pour les esturgeons du lac.
Le nom de la rivière est une déformation de misi-zaagi, qui signifie « rivière à large bouche » dans la langue ojibwé.

## Source
- (en) Cet article est partiellement ou en totalité issu de l’article de Wikipédia en anglais intitulé « Mississagi River » (voir la liste des auteurs).